# Santa Izabel do Oeste
Santa Izabel do Oeste ist ein brasilianisches Munizip im Südwesten des Bundesstaats Paraná. Es hat 14.070 Einwohner (2022), die sich Santa-Izabelenser nennen. Seine Fläche beträgt 321 km². Es liegt 503 Meter über dem Meeresspiegel.

## Etymologie
Der Name der Stadt erinnert zum einen an Izabel Cordeiro, die Mutter des Pioniers João Ribeiro Cordeiro. Zum anderen ist Santa Isabel die Schutzpatronin des Ortes (deutsch: Heilige Elisabeth von Portugal). Der Zusatz do Oeste (deutsch: West-) wurde dem Namen hinzugefügt, um den Ort von der gleichnamigen Gemeinde Santa Isabel im Bundesstaat São Paulo zu unterscheiden, die 1812 gegründet wurde.

## Geschichte

### Erhebung zum Munizip
Santa Izabel do Oeste wurde durch das Staatsgesetz Nr. 4778 vom 14. Dezember 1963 aus Ampére und Realeza ausgegliedert und in den Rang eines Munizips erhoben. Es wurde am 14. Dezember 1964 als Munizip installiert.

## Geografie

### Fläche und Lage
Santa Izabel do Oeste liegt auf dem Terceiro Planalto Paranaense (der Dritten oder Guarapuava-Hochebene von Paraná). Seine Fläche beträgt 321 km². Es liegt auf einer Höhe von 503 Metern.

### Vegetation
Das Biom von Santa Izabel do Oeste ist Mata Atlântica.

### Klima
Das Klima ist gemäßigt warm. Es werden hohe Niederschlagsmengen verzeichnet (1871 mm pro Jahr). Im Jahresdurchschnitt liegt die Temperatur bei 20,7 °C. Die Klimaklassifikation nach Köppen und Geiger lautet Cfa.

### Gewässer
Santa Izabel do Oeste liegt im Einzugsgebiet des Iguaçu. Der Rio Cotegipe bildet die östliche und die nördliche Grenze des Munizips. Der Rio Sarandi und der Rio Jacutinga  bilden die westliche Grenze des Munizips.

### Straßen
Santa Izabel do Oeste ist über die PR-281 mit Realeza und mit Salto do Lontra verbunden. 

### Nachbarmunizipien
| Realeza |                                             | Nova Prata do Iguaçu       |
|         | Kompassrose, die auf Nachbargemeinden zeigt | Salto do Lontra            |
|         | Ampére                                      | Nova Esperança do Sudoeste |

## Stadtverwaltung
Bürgermeister: Jean Pierr Catto, PSC (2021–2024)
Vizebürgermeister: Moacir Marostica, PSDB (2021–2024)

## Demografie

### Bevölkerungsentwicklung
| Jahr | Einwohner | Stadt | Land |
| ---- | --------- | ----- | ---- |
| 1970 | 14.903    | 17 %  | 83 % |
| 1980 | 15.995    | 28 %  | 72 % |
| 1991 | 12.510    | 37 %  | 63 % |
| 2000 | 11.711    | 49 %  | 51 % |
| 2010 | 13.132    | 57 %  | 43 % |
| 2022 | 14.070    |       |      |

Quelle: IBGE (2011) und Volkszählung 2022

### Ethnische Zusammensetzung
| Gruppe * | 1991    | 2000    | 2010    | wer sich als …                                                                   |
| --- | ------- | ------- | ------- | -------------------------------------------------------------------------------- |
| Weiße | 81,7 %  | 79,0 %  | 69,0 %  | weiß bezeichnet                                                                  |
| Schwarze | 3,3 %   | 4,0 %   | 2,8 %   | schwarz bezeichnet                                                               |
| Gelbe | 0,1 %   | 0,0 %   | 0,4 %   | von fernöstlicher Herkunft wie japanisch, chinesisch, koreanisch etc. bezeichnet |
| Braune | 14,6 %  | 16,6 %  | 27,8 %  | braun oder als Mischung aus mehreren Gruppen bezeichnet                          |
| Indigene | 0,1 %   | 0,1 %   | 0,0 %   | Ureinwohner oder Indio bezeichnet                                                |
| ohne Angabe | 0,2 %   | 0,2 %   | 0,0 %   |                                                                                  |
| Gesamt | 100,0 % | 100,0 % | 100,0 % |                                                                                  |
| *) Das IBGE verwendet für Volkszählungen ausschließlich diese fünf Gruppen. Es verzichtet bewusst auf Erläuterungen. Die Zugehörigkeit wird vom Einwohner selbst festgelegt. |         |         |         |                                                                                  |

Quelle: IBGE (Stand: 1991, 2000 und 2010)

## Wirtschaft

### Kennzahlen
Mit einem Bruttoinlandsprodukt pro Einwohner von 23.152,68 R$ bzw. rund 5.100 € lag Santa Izabel do Oeste 2019 auf dem 296. Platz der 399 Munizipien Paranás.
Sein mittelhoher Index der menschlichen Entwicklung von 0,696 (2010) setzte es auf den 249. Platz der paranaischen Munizipien.